# Głusko (przystanek kolejowy)
Głusko – dawny przystanek kolejki wąskotorowej w Głusku Małym, w gminie Karczmiska, w powiecie opolskim, w województwie lubelskim.